# РШГ-2
РШГ-2 — российская одноразовая реактивная штурмовая граната (гранатомёт). Представляет собой реактивный снаряд с термобарической боевой частью калибром 72,5 мм (иначе называемой «боеприпас объёмного взрыва») и пороховым реактивным двигателем.
Данный гранатомёт предназначен для повышения огневой мощности отдельного бойца, борьбы с пехотой, укреплениями и легкобронированной техникой противника. Данный гранатомёт пришёл на смену РШГ-1. Максимальная дальность стрельбы — 350 метров. Начальная скорость гранаты достаточно низкая, всего 144 м/с. Боевая часть РШГ-2 содержит примерно 1,16 кг топливной смеси, что при подрыве топливо-воздушного облака даёт фугасный эффект, сравнимый с подрывом трёх килограммов тротила. Стабилизация гранаты на траектории осуществляется при помощи складных стабилизаторов и придаваемого ими гранате осевого вращения. Реактивная штурмовая граната РШГ-2 проламывает железобетонные стены толщиной до 300 мм и кирпичные — до 500 мм.
РШГ-2 работает про принципу объёмного взрыва (как и Шмель).

## Устройство
Пусковое устройство выполнено в виде трубы-моноблока из стеклопластика. С торцов пусковое устройство закрыто разрушаемыми при выстреле резиновыми крышками. Для приведения в боевое положение извлекается предохранительная чека и прицельные приспособления приводятся в боевое положение, при этом взводится ударно-спусковой механизм и можно произвести запуск гранаты нажатием на спусковой рычаг. При необходимости перевода обратно в походное положение ударно-спусковой механизм снимается с боевого взвода при опускании целика прицела в горизонтальное положение и фиксации его чекой. Время перевода устройства из походного положения в боевое составляет 8-10 секунд.
Реактивная штурмовая граната РШГ-2 представляет собой реактивный снаряд с термобарической боевой частью калибром 72,5 мм (иначе называемой «боеприпас объёмного взрыва») и пороховым реактивным двигателем, полностью отрабатывающим в стволе одноразового пускового устройства. Реактивный двигатель полностью заимствован от РПГ-26, а взрыватель — от ТБГ-7.
| ТТХ Гранатомёта РШГ-2              |      |
| ---------------------------------- | ---- |
| Калибр, мм                         | 72,5 |
| Вес, кг                            | 4,0  |
| Длина, мм                          | 770  |
| Начальная скорость гранаты, м/с    | 144  |
| Эффективная дальность стрельбы, м  | 250  |
| Максимальная дальность стрельбы, м | 350  |

## История создания
Реактивная штурмовая граната РШГ-2 с головной частью в термобарическом снаряжении создана ГНПП «Базальт» совместно с Ковровским механическим заводом.

## Принят на вооружение
В 2000 году гранатомёт РШГ-2 был принят на вооружение армии Российской Федерации. В силу иной классификации («граната» а не «огнемёт») РШГ-2 стал поступать на вооружение обычных пехотных подразделений, а не огнемётных частей химических войск. Гранатомёт стал экспортироваться в страны Содружества Независимых Государств и другие дружественные страны для России, например, Китайская народная республика, Иран и так далее.

## Участие в вооружённых конфликтах
С момента принятия РШГ-2 на вооружение, данный гранатомёт успел поучаствовать во многих военных конфликтах.
- Вторая чеченская война
- Война в Грузии (2008)
- Борьба с терроризмом на Северном Кавказе (2009—2017)
- Первая карабахская война (поставки РШГ-2 армянской армии)
- Война на Донбассе (2014 — 2022) (поставки РШГ-2 ВС ЛДНР)
- Военная операция России в Сирии (поставки РШГ-2 сирийской армии)
- Гражданская война в Центральноафриканской Республике (с 2012) (с 2018 года по н. в.)
- Вторжение России на Украину (2022)